# Улле Петруссон
Улле Петруссон  (швед. Olle Petrusson, 14 листопада 1943) — шведський біатлоніст, олімпійський медаліст.

## Виступи на Олімпіадах
| Олімпіада     | Дисципліна                | Місце |
| ------------- | ------------------------- | ----- |
| Гренобль 1968 | індивідуальна гонка 20 км | 19    |
| Гренобль 1968 | естафета 4 х 7,5 км       | 3     |
| Саппоро 1972  | індивідуальна гонка 20 км | 42    |
| Саппоро 1972  | естафета 4 х 7,5 км       | 5     |